# Héctor Santos
Héctor Santos (29. října 1944 – 7. května 2019 Montevideo) byl uruguayský fotbalový brankář.

## Klubová kariéra
Hrál za uruguayské týmy Defensor Sporting, CA Peñarol, CA Bella Vista, Nacional Montevideo a Liverpool FC (Montevideo), dále za ekvádorský tým Barcelona SC, v Uruguayi za Centro Atlético Fénix, v Chile za Club de Deportes Green Cross a opět v Uruguayi za CA Cerro.

## Reprezentační kariéra
Za reprezentaci Uruguaye nastoupil v letech 1970–1976 ve 14 utkáních. Byl členem uruguayské reprezentace na Mistrovství světa ve fotbale 1970 a 1974, ale v zápase nenastoupil, zůstal mezi náhradníky.